# New Bedford (Massachusetts)
New Bedford è una città degli Stati Uniti d'America facente parte della contea di Bristol nello stato del Massachusetts.

## Storia
Prima del XVII secolo la tribù degli Wampanoag, che aveva insediamenti nel sudest del Massachusetts e in Rhode Island, compresi Martha's Vineyard e Nantucket, era l'unica presenza umana lungo le rive del fiume Acushnet. Mentre esplorava il New England, l'esploratore Bartholomew Gosnold mise piede sull'isola di Cuttyhunk nel 1602, e la utilizzò come base di partenza per esplorare Cape Cod e la zona circostante, inclusa l'area in cui oggi sorge New Bedford.
New Bedford venne fondata da coloni europei nel 1652, i quali acquistarono la terra da Massasoit, capo degli Wampanoag. Il primo insediamento venne battezzato Old Dartmouth, che corrispondeva alle attuali località di Dathmouth, New Bedford, Acushnet, Fairhaven e Westport. La porzione di Old Dartmouth vicina alla sponda occidentale dell'Acushnet, chiamata in origine Bedford Village, divenne ufficialmente la cittadina di New Bedford nel 1787. Il nome venne suggerito dalla famiglia Russell, molto importante nella comunità locale, e derivava dal fatto che il casato aristocratico inglese dei Duchi di Bedford portava il cognome Russell.
New Bedford crebbe molto nel tardo XVIII secolo: del 1792 furono il primo quotidiano locale, il The Medley, e il primo ufficio postale. Del 1796 fu il primo ponte. New Bedford divenne ufficialmente una città nel 1847 e in questo periodo soppiantò Nantucket come principale porto per le baleniere.

## Geografia fisica
La città si estende per 62,5 km², il 17% dei quali è composto da acque.
New Bedford è una città costiera confinante a ovest con Dartmouth, a nord con Freetown, a est con Acushnet e Fairhaven, e a sud con la Baia di Buzzards. Il punto più elevato della città è una collina senza nome di 55 metri di altezza.
Le acque dinanzi a New Bedford sono di fatto l'estuario del fiume Acushnet, laddove sfocia nella Baia di Buzzards. Della città fanno parte anche tre isolotti chiamati rispettivamente Palmer's Island, Fish Island e Pope's Island. Tutte e tre le isole sono collegate alla terraferma tramite ponti.

## Società

### Evoluzione demografica
New Bedford e le comunità circostanti fanno parte dell'area metropolitana di Providence.
Il censimento del 2010 ha conteggiato in città poco più di 95 000 abitanti, il 66% dei quali sono di razza caucasica, il 16% ispanici e quasi il 10% afroamericani. La provenienza di queste persone è estremamente variegata, basti pensare che quasi il 34% ha origini portoghesi, il 10% portoricane, il 9% francesi e capoverdiani, il 7% irlandesi e il 5% inglesi.
Il 25% della popolazione ha meno di 18 anni, il 9% ha un'età compresa tra i 18 e i 24, il 29% tra i 24 e i 44, il 20% tra i 45 e i 64, e infine il 17% ha oltre i 65 anni d'età.
Il PIL pro capite è di circa 15 000 dollari, con il 20% della popolazione sotto la soglia di povertà.

## Infrastrutture e trasporti
- Acqua

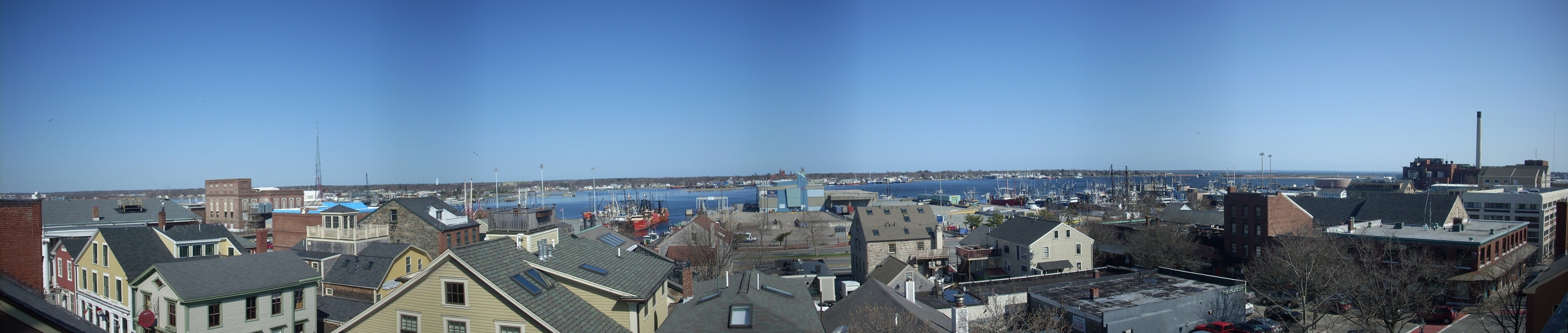
Il porto di New Bedford.

Il primo vaporetto salpato da New Bedford è datato 15 maggio 1818: si trattava del The Eagle, con a bordo 600 persone, che attraversò un tratto di oceano noto come Nantucket Sound. Ancora oggi sono presenti alcune compagnie marittime che con i loro traghetti trasportano i passeggeri a Martha's Vineyard e all'isola di Cuttyhunk.
- Aria

New Bedford è provvista di un piccolo aeroporto da cui è possibile volare in direzione di Nantucket e Martha's Vineyard. Esistono poi voli charter, inclusi idrovolanti, che collegano la città con il sud del New England e la regione di New York.
- Strade

La interstatale 195 è l'autostrada principale che passa da New Bedford. La Route 6 e la Route 140 sono altri due collegamenti stradali della zona. Muovendosi con l'autobus, da New Bedford esistono collegamenti con le città di New York e Boston.
- Ferrovie

Fino al 1959, esistevano collegamenti ferroviari tra la stazione di New Bedford e le città di Boston e Providence. Attualmente, sebbene il progetto sia già stato approvato, la città è ancora in attesa della costruzione di una ferrovia per i pendolari che colleghi adeguatamente la New Bedford con le località circostanti.

## Musei
La città ospita il New Bedford Whaling Museum, dedicato alla caccia e all'industria collegate alla pesca delle balene. Nel suo genere, è il più grande di tutti gli Stati Uniti d'America.

## Amministrazione

### Gemellaggi
- Utqiaġvik, Alaska
- Funchal, Portogallo
- Ílhavo, Portogallo
- Horta, Azzorre
- Mindelo, Capo Verde
- Tosashimizu, Giappone[4]
- Figueira da Foz, Portogallo
- Cuxhaven, Germania

## Sport
La città è stata in passato casa dei New Bedford Whalers, squadra di calcio che vinse il trofeo noto, nel ventunesimo secolo, come Lamar Hunt U.S. Open Cup.